# Vlieszaad
Vlieszaad (Corispermum) is een geslacht uit de amarantenfamilie (Amaranthaceae). De soorten komen voor in de subtropische en gematigde delen van het noordelijk halfrond.

## Soorten
- Corispermum afghanicum Podlech
- Corispermum algidum Iljin
- Corispermum altaicum Iljin
- Corispermum americanum (Nutt.) Nutt.
- Corispermum anatolicum Sukhor.
- Corispermum aralocaspicum Iljin
- Corispermum bardunovii Popov ex Lomon.
- Corispermum candelabrum Iljin
- Corispermum canescens Kit. ex Schult.
- Corispermum chinganicum Iljin
- Corispermum confertum Bunge ex Maxim.
- Corispermum crassifolium Turcz.
- Corispermum declinatum Stephan ex Iljin
- Corispermum dilutum (Kitag.) C.P.Tsien & C.G.Ma
- Corispermum dutreuilii Iljin
- Corispermum ellipsocarpum (C.P.Tsien & C.G.Ma) Sukhor. & M.Zhang
- Corispermum elongatum Bunge ex Maxim.
- Corispermum erosum Iliin
- Corispermum falcatum Iljin
- Corispermum flexuosum W.Wang & Fuh
- Corispermum gallicum Iljin
- Corispermum gelidum Iljin
- Corispermum heptapotamicum Iljin
- Corispermum hilariae Iljin
- Corispermum hookeri Mosyakin
- Corispermum huanghoense C.P.Tsien & C.G.Ma
- Corispermum hyssopifolium L.
- Corispermum iljinii Sukhor. & M.Zhang
- Corispermum intermedium Schweigg. - Smal vlieszaad
- Corispermum komarovii Iljin
- Corispermum korovinii Iljin
- Corispermum krylovii Iljin
- Corispermum laxiflorum Schrenk
- Corispermum lehmannianum Bunge
- Corispermum lepidocarpum Grubov
- Corispermum lhasaense C.P.Tsien & C.G.Ma
- Corispermum macrocarpum Bunge ex Maxim.
- Corispermum marschallii Steven - Breed vlieszaad
- Corispermum maynense Ignatov
- Corispermum mongolicum Iliin
- Corispermum nanum Sukhor. & M.Zhang
- Corispermum navicula Mosyakin
- Corispermum nitidum Kit. ex Schult.
- Corispermum ochotense Ignatov
- Corispermum pacificum Mosyakin
- Corispermum pallasii Steven
- Corispermum pallidum Mosyakin
- Corispermum pamiricum Iljin
- Corispermum papillosum (Kuntze) Iljin
- Corispermum patelliforme Iljin
- Corispermum piliferum Iljin
- Corispermum platypterum Kitag.
- Corispermum praecox C.P.Tsien & C.G.Ma
- Corispermum pseudofalcatum C.P.Tsien & C.G.Ma
- Corispermum puberulum Iljin
- Corispermum rechingeri Sukhor.
- Corispermum redowskii Fisch.
- Corispermum retortum W.Wang & P.Y.Fu
- Corispermum sibiricum Iljin
- Corispermum squarrosum L.
- Corispermum stauntonii Moq.
- Corispermum stenolepis Kitag.
- Corispermum subpentandrum Pall.
- Corispermum tibeticum Iljin
- Corispermum tylocarpum Hance
- Corispermum ulopterum Fenzl ex Ledeb.
- Corispermum villosum Rydb.
- Corispermum welshii Mosyakin

## Hybriden
- Corispermum × calvoborysthenicum Klokov
- Corispermum × czernjaevii Klokov
- Corispermum × klokovii Mosyakin